# Vestit pantaló

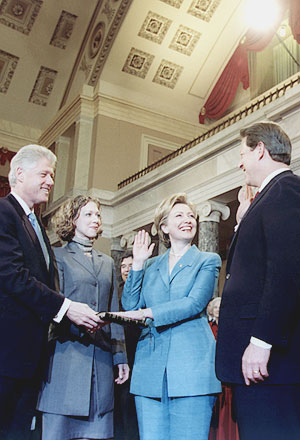
Hillary Clinton duia amb vestiti pantaló quan jurava el càrrec de Senadora

El vestit pantaló (en anglès trousere suit, o, als EUA, pantsuit), és el nom que en el món de la moda reben els vestit de dona que consisteix d'uns pantalons a joc amb una jaqueta.
Anteriorment, la moda imperant per a les dones que incloïa una jaqueta es combinava amb una faldilla i s'anomena vestit jaqueta, i d'aquí que a aquesta variació s'anomeni vestit pantaló.

## Història
El vestit pantaló es va introduir en la dècada de 1920, quan un petit nombre de dones que va adoptar un estil masculí, incloent vestits de pantalons, barrets, i fins i tot els bastons i els monocles.
Els pantalons llargs varen ser introduïts per les dones per André Courrèges com un tema de moda a finals de 1960, i durant 40 anys els vestit i pantaló gradualment es varen convertir en un vestit habitual per a les dones en el món dels negocis. El 1966, el dissenyador Yves Saint-Laurent va presentar el seu Le Smoking, un vestit pantaló per les dones que imitava l'esmòquing dels homes.
Soving el vestit pantaló es qualifica com roba inapropiadament masculinitzadora per a les dones. Per exemple, fins a la dècada de 1990, les dones no se'ls permetia usar el vestit pantaló al Senat dels Estats Units.